# Tucão
Elénia-escura, guaracava-escura ou tucão (Elaenia obscura) é uma espécie de ave da família Tyrannidae.
Pode ser encontrada na Argentina, Bolívia, no Brasil, Equador, Paraguai, Peru e Uruguai.
Os seus habitats naturais são florestas subtropicais ou tropicais húmidas de baixa altitude, regiões subtropicais ou tropicais húmidas de alta altitude, matagal húmido tropical ou subtropical e florestas secundárias altamente degradadas.